# Joshua Ramos
 (septembre 2023).
Joshua Ramos, né le 25 avril 2000 à Sebring aux États-Unis, est un footballeur international insulaire des Îles Vierges des États-Unis. Il joue au poste de milieu de terrain aux Chattanooga Red Wolves.

## Biographie
Né à Sebring en Floride aux États-Unis, Ramos obtient son diplôme de l'école secondaire Sebring en 2018. Au cours de sa dernière année, il inscrit le plus grand nombre de buts et de passes décisives pour l'équipe, soit 14 et 15, respectivement. Dans sa jeunesse, Ramos joue pour l'Auburndale Scream en Super Y League. Il fait partie du club jusqu'en 2018.
En octobre 2018, Ramos fait partie d'une équipe qui se rend à Madrid pour des matchs contre le Getafe CF, le Real Valladolid et des clubs de divisions inférieures devant des recruteurs espagnols et portugais. Il participe également à un entraînement avec l'Atlético Madrid.
Lors de sa période de football universitaire, il s'engage avec les Dalton State Roadrunners en mars 2022.

### En club
En 2019, il devait rejoindre le club letton d'Albatroz SC, mais il rejoint finalement l'AFA Olaine en 2. līga, troisième niveau de football du pays. Le contrat initial était de deux mois et demi. Le 26 mai, il fait ses débuts avec le club lors d'une défaite 1-2 contre le FK Kalupe, qui a vu Olaine éliminé au premier tour de la Coupe de Lettonie 2019. Quatre jours plus tard, il fait ses débuts en championnat avec le club en tant que titulaire lors d'une victoire 4-1 en championnat contre le DSVK Traktors. Il fait sa deuxième apparition en championnat pour le club le 2 juin en démarrant et en jouant les 90 minutes du match nul 1-1 avec le FK Lielupe. Au cours de la saison 2019, il fait trois apparitions en championnat pour le club, marquant un but, son but étant inscrit lors d'une victoire 3-2 sur le FK Aliance le 5 juin, sa dernière apparition pour l'AFA Olaine. Malgré ses bonnes performances, Ramos ne fait pas partie de l'effectif la saison suivante.
En septembre 2019, Ramos retourne aux États-Unis et joue pour le Winter Haven United en United Premier Soccer League et remporte rapidement les honneurs d'homme du match. Il revient au club pour la saison 2020. En 2022, Ramos et son frère Dylan rejoignent un autre club de l'UPSL, Lakeland United. Ils sont devenus les deux premiers internationaux actuels du club lorsqu'ils sont appelés pour les matches de la Ligue C de la Ligue des nations de la CONCACAF 2022-2023 en juin de la même année.

### En sélection
Ramos fait ses débuts en sélection le 16 novembre 2019 lors d'un match de Ligue C de la Ligue des nations de la CONCACAF 2019-2020 contre les Îles Caïmans. Il participe ensuite à deux matches du tournoi. En mars 2021, Ramos est nommé dans la liste des 23 joueurs de Gilberto Damiano pour les matches des éliminatoires de la Coupe du monde 2022 qui se sont déroulés plus tard dans le mois. Il est titulaire et joue l'intégralité du match lors de la première défaite 0-3 de l'équipe contre Antigua-et-Barbuda.